# Луций Лициний Сура
Луций Лициний Сура (на латински: Lucius Licinius Sura; * 40 г. в Тараконска Испания; † 110/113 г.) е политик и сенатор на Римската империя. Приятел е на император Траян.

## Биография
Произлиза от Тарагона (Tarraco) в провинция Тараконска Испания. По времето на император Веспасиан е квестор в провинция Ахея. По времето на император Домициан той е прочут оратор и адвокат и става претор и народен трибун. През 92 г. се разболява тежко. През 93/94 г. става легат на провинция Белгика и 97/98 г. на Долна Германия.
През 98 г. става суфектконсул. През 101 г. участва като comes Augusti и шеф на щаба в първата дакийска война. Води разговорите за мир с Децебал. Следващата 102 г. е отново консул. Колега му е Луций Юлий Урс Сервиан.
През март е отново в Дакия, получава за успехите си dona militaria и участва като легат във втората дакийска война, след това отново е награден с dona militaria,
триумф (ornamenta triumphalia) и една статуя.
През 107 г. става за трети път консул. Колега му е Квинт Сосий Сенецио.
Като приятел на Траян той става вторият по важност в империята и много богат. Построява термалните бани на Авентин и обществени сгради в Барцино. Също издига арката Arc de Berà на Виа Августа при Tarraco (Тарагона).
Умира през 110/113 г. и получава държавно погребение и втора статуя.